# Кузнецов Яків Петрович
Яків Петрович Кузнецов (1893, місто Феодосія Таврійської губернії, тепер Автономна Республіка Крим — розстріляний 30 вересня 1938, місто Житомир) — радянський діяч, голова Катеринославського губвиконкому, Чернігівського і Житомирського окрвиконкомів, уповноважений Народного комісаріату водного транспорту СРСР по Українській СРР.

## Біографія
Член РСДРП(б) з 1912 року.
Перебував на відповідальній партійній і радянській роботі.
У 1923 році — голова виконавчого комітету Катеринославської губернської ради.
До березня 1925 року — заступник голови Київської міської ради.
З березня по листопад 1925 року — голова виконавчого комітету Бердичівської окружної ради.
На 1927—1928 роки — голова виконавчого комітету Чернігівської окружної ради.
З 16 січня 1933 року — заступник народного комісара землеробства Української СРР.
19 червня — 9 листопада 1934 року — уповноважений Народного комісаріату водного транспорту СРСР по Українській СРР.
У 1934—1936 роках — голова Житомирської міської ради.
У 1936—1937 роках — голова виконавчого комітету Житомирської окружної ради Київської області.
3 лютого 1938 року заарештований органами НКВС. Розстріляний 30 вересня 1938.
Посмертно реабілітований.